# Beiriz
Beiriz is een plaats (freguesia) in de Portugese gemeente Póvoa de Varzim en telt 3229 inwoners (2001).